# Charles Wellens
Charles Wellens (Lummen, 6 februari 1889 - Hasselt, 10 juli 1958) was een Belgische kunstschilder. Het landschap van zijn eigen streek, de Kempen, stond daarbij centraal.

## Levensloop

### Kinderjaren / jeugdjaren

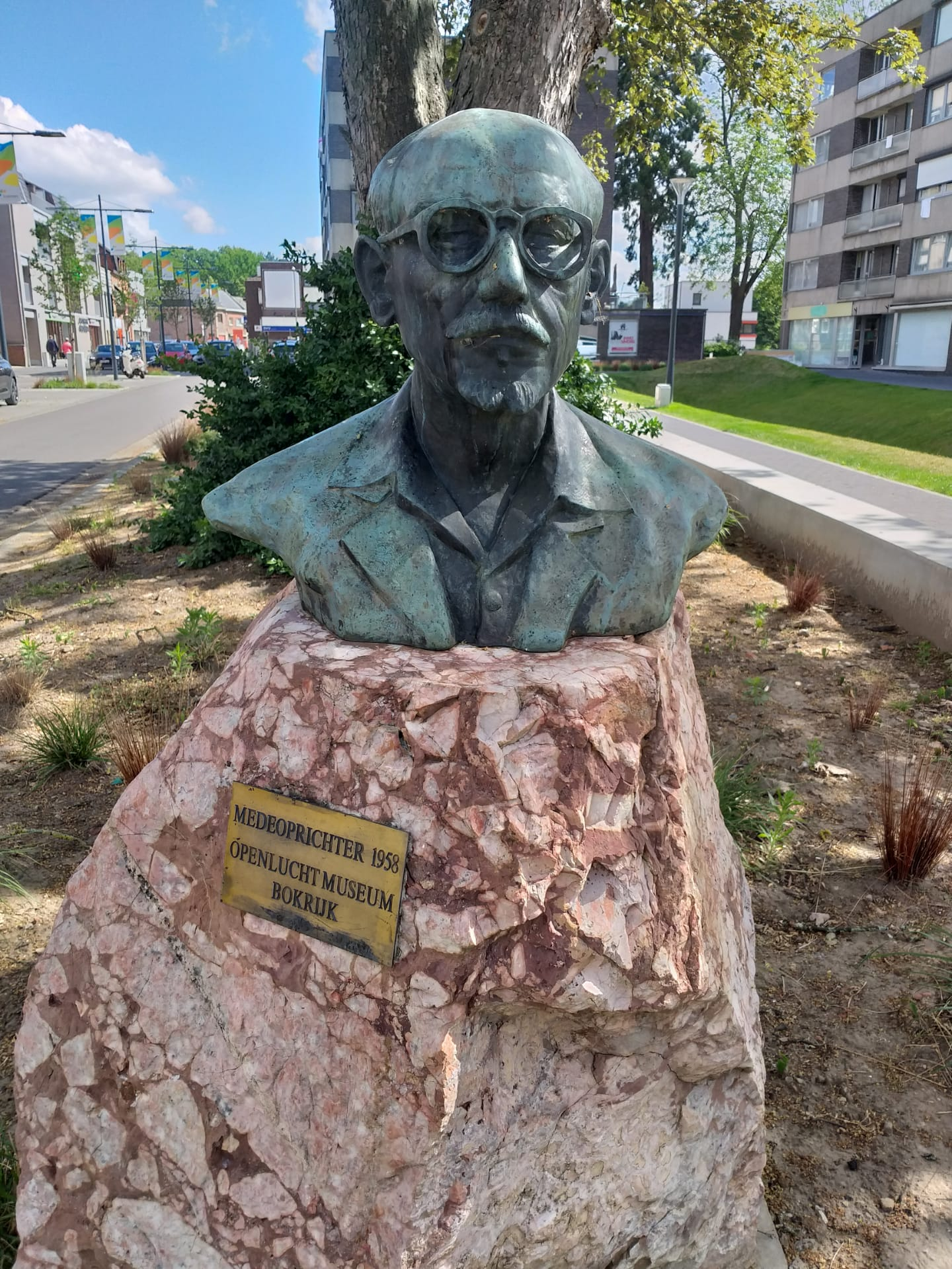
Borstbeeld Charles Wellens te Lummen

Charles Wellens werd geboren op 6 februari 1889 te Lummen als zoon van Eugenius Franciscus Wellens en Maria Mechtildis Fredrix. Charles had twee broers en twee zusters. Zijn vader werkte als leerlooier en gemeenteontvanger.
In 1898 stichtte vader Wellens een brouwerij met de bedoeling dat zijn drie zonen, Charles, François en Felix, hierin tewerkgesteld zouden worden. Zijn zoon Charles Wellens was meer geïnteresseerd in kunst, meer specifiek de schilderkunst.
Charles zocht vrienden waarbij hij zijn artistiek ei kwijt kon. Zo raakte hij bevriend met de oudere Arthur Coninx die aanvankelijk de leermeester van Wellens zou zijn. Coninx zijn passie lag in de schilderkunst, poëzie, muziek en het toneel. Een andere ontmoeting in het leven van de toen vijftienjarige Wellens was die met de kunstenaar Isidore Verheyden. Deze kunstenaar werd de eerste Vlaamse impressionist genoemd en verbleef tijdens de zomer in zijn villa te Lummen. Dankzij Verheyden kwam Wellens in contact met de kunstcriticus en schrijver Camille Lemonnier. In de zomervilla van Verheyden ontmoette de jonge Wellens nog bekende schilders waaronder Alfred Bastien, Henry Stacquet, Jean Van den Eeckhoudt en Philippe Swyncop.

### Studiejaren
In 1907 kreeg Wellens zijn eerste schilderlessen van Jos Damien die net zijn opleiding aan de kunstacademie in Leuven achter de rug had. In datzelfde jaar ging Charles in de leer bij Arthur Coninx. Arthur werkte als postmeester maar schilderde en schreef poëzie en toneelstukken in zijn vrije tijd.
In 1907 vertrok Charles richting de Koninklijke Academie voor Schone Kunsten van Leuven waar hij les kreeg van Omer Dierickx. Na deze driejarige opleiding, in 1910, zou hij les gaan volgen in de Brusselse academie.

### Eerste Wereldoorlog
Na zijn studietijd keerde Wellens terug naar Lummen en meldde hij zich samen met zijn broer Felix aan als oorlogsvrijwilliger. Charles werd afgekeurd wegens een oogletsel dat hij opliep tijdens zijn jeugd. Zo werd hij afgekeurd als vrijwilliger bij het Belgisch en Brits leger tijdens beide wereldoorlogen. Op latere leeftijd zou hij moeilijkheden ondervinden bij het schilderen en hij zou hiervoor in 1956 een oogoperatie ondergaan.
Het ouderlijke huis van het gezin Wellens ging tijdens deze Eerste Wereldoorlog in de vlammen op. Dit kwam doordat toenmalig burgemeester Henry Briers de Lumey geen samenwerking wou met de Duitsers, wat resulteerde in een Duits spoor van vernieling.
Deze gebeurtenissen lieten een diepe indruk na bij Wellens en dit mondde uit in de tekst “De brand van mijn dorp” geschreven omstreeks 1915. Hierover is ondertussen ook een boek geschreven door de heemkundige kring van Lummen in 1986. Dit boek bundelt de teksten die Charles Wellens schreef. De impact van de vernielingen tijdens WO I kunnen ook teruggevonden worden in andere werken van Wellens.
Na het afbranden van hun huis vluchtte het gezin Wellens richting het huis van de grootouders. Charles en zijn broer François gingen echter een andere richting uit en kozen ervoor om richting Engeland te vluchten om opnieuw toe te treden tot het leger. Charles werd echter opnieuw afgekeurd omwille van zijn oogletsel. Tijdens deze periode schilderde hij wel enkele werken zoals “Zicht op een Engels dorp” en “Portret van een Engelse dame”. Beide werken dateren van 1917.

### Carrière
Eén jaar na de Duitse overgave startte Wellens zijn professionele carrière. De gebeurtenissen tijdens de Eerste Wereldoorlog lieten een indruk na bij Wellens en deze zijn dan ook terug te vinden in zijn werk. Ontbering, onderdrukking en angst zijn enkele belangrijke thema’s in zijn werk. Dit is bijvoorbeeld te zien in het werk “De Dood van een held” dat dateert uit 1919.
Charles Wellens trad op 18 juni 1921 in het huwelijk met Madeleine Haven. Drie jaar later werd hun enige zoon, Eugène Wellens, geboren. Inmiddels waren ze richting Hasselt verhuisd. Wellens kreeg daardoor weer volop contact met Jos Damien, en naast een innige vriendschap ontstond er ook een wederzijds respect tussen beide kunstenaars. Dit mondde uit in een expositie te Luik in 1923 in de kunstgalerij “Galerie Les Spectacles”.
Doorheen zijn professionele beroepsjaren evolueerde hij niet enkel als mens maar ook als kunstenaar. Zo ging Wellens van een symbolistische stijl naar een picturale stijl waarbij er kenmerken van het impressionisme, luminisme en fauvisme op te merken waren.

### Overlijden
Charles Wellens overleed op 10 juli 1958 in het Gasthuis, op de Thonissenlaan te Hasselt na een slepende ziekte.
In het geboortedorp van Charles richtte men in 1988 het “Genootschap kunstschilder Charles Wellens” op. Doelstelling van het genootschap was en is nog steeds om de herinnering aan de schilder levende houden.
In 1989, op Charles’ honderdste verjaardag, besloot Lummen de schilder uitgebreid te vieren en te eren. Dit deed men door een retrospectieve tentoonstelling te organiseren en een gedenkboek van de schilder uit te brengen. Dit gedenkboek is genaamd “Charles Wellens”. Het boek werd geschreven door C. Reynders, L. Laagland, L. Allemeersch en L. Verbeemen en uitgegeven door het Wellensgenootschap in april 1989.
Op diezelfde dag in 1989 werd eveneens een borstbeeld van Wellens ingehuldigd. Dit bronzen borstbeeld werd ontworpen door de Tsjechische beeldhouwer Gause, die Wellens in 1939 in Oostende ontmoette. Het borstbeeld werd in opdracht van de gemeente Lummen vervaardigd door leerlingen van de Stedelijke Academie voor Schone Kunsten te Hasselt. Dit bronzen borstbeeld kan je nog steeds terugvinden op het gelijknamig Charles Wellensplein te Lummen.

## Bekend werk
Een van Wellens bekendste schilderijen is het “Panorama van de Kempen” uit 1955. Hij begon dit werk in 1954 na de vraag van het Sint-Hubertuscomité van Wiemesmeer om een decor te schilderen voor een tentoonstelling met als thema “Kempense landschappen”. Aanvankelijk was het de bedoeling om aan dit paneel drie andere panelen te vestigen maar in 1956 moest Wellens dringend geopereerd worden aan zijn ogen omwille van het letsel dat hij opliep tijdens zijn kinderjaren.
Het paneel bestond oorspronkelijk uit zeven doeken van vier meter bij twee meter en vier kleinere panelen. Dit alles zorgt voor een panoramisch zicht van drieëndertig meter breed bij twee meter hoog.
Momenteel kan men dit panorama bezichtigen in het recreatiepark “Lieteberg” te Zutendaal.

## Bokrijk
Met de oprichting van het Openluchtmuseum Bokrijk zag Charles Wellens een kans om een stukje van het romantisch landschap dat nu nog aanwezig was in de Kempen te bewaren. Wellens werd door de provinciale overheid als een invloedrijk persoon beschouwd. Zo werd hij in 1952 uitgenodigd om met toenmalig provinciaal gedeputeerde Jan Gruyters en gouverneur Louis Roppe een bezoek te brengen aan een gelijkaardig initiatief in Nederland. Niet lang nadien begon men aan de eerste voorbereidingen en werken voor het openluchtmuseum Bokrijk.
De eerste hoeve van het openluchtmuseum was dan ook niet toevallig eentje afkomstig van Lummen. Deze werd de “Hoeve Engelen” genoemd. Wellens volgde de reconstructie op de voet mee. De hoeve werd op 7 september 1953 officieel ingehuldigd en zou later de bijnaam “Wellenshoeve” krijgen.
Wellens bleef actief meewerken aan de opbouw van “Bokrijk” en zat in die hoedanigheid in de opgerichte toezichtcommissie. Deze commissie had als taak er op toezien dat het openluchtmuseum op een verantwoorde en wetenschappelijke manier opgebouwd werd. Ook ontpopte hij zich tot promotor van het openluchtmuseum, dat in april 1958 geopend werd.

## Tentoonstellingen
Wellens exposeerde in binnen- en buitenland. Exposities vonden plaats in Antwerpen, Brussel, Luik, Hasselt, Gent en Charleroi. Ook in het buitenland hebben er exposities plaatsgevonden waaronder in Lillers, Rouen, Le Havre, Metz en ten slotte in de Engelse stad Bath.
Enkele voorbeelden:
- In 1923 exposeerde Wellens samen met Jos Damien hun werken in de kunstgalerij “Galerie Les Spectacles” te Luik.
- In 1938 bracht de kunstkring “Ars Proba” werken samen van Charles Wellens, G. Ballewijns, J. Damien, J. Habex, L. Nolens en A. Rutten. Dit vond plaats in het “Hooghuis” te Hasselt.
- Daarnaast exposeerde kunstkring “Pro Arte” in 1946 enkele werken van Wellens.